# Faucaria bosscheana
Faucaria bosscheana és una espècie de planta suculenta que pertany a la família de les aïzoàcies. És originària de Sud-àfrica.

## Descripció
Faucaria bosscheana és una petita planta suculenta perennifòlia que forma rosetes suculentes sobre una curta tija d'arrels carnoses. Cada roseta és composta d'entre 6 o 8 fulles decusades i gruixudes, gairebé semicilíndriques a la zona basal, on es tendeixen a convertir en aquillades cap a la meitat, són de forma romboïdal o entre espatulada i una mica allargada a lanceolada, en els marges tenen uns agullons cartilaginosos molt corbats cap a l'interior i freqüentment amb arestes; i les seves fulles fan fins a 3 cm de llargada i tenen entre 2 a 3 dents o sense dents.
Faucaria bosscheana es pot identificar amb les seves bandes blanques al llarg dels marges de les fulles i la seva absència o poc nombre de dents relativament grans.
Les seves flors són grogues, de fins a 3 cm de diàmetre i es produeixen a finals de tardor fins a l'hivern. Les flors només s'obren a plena llum del Sol.

## Distribució i hàbitat
Faucaria bosscheana creix a una altitud de 980 metres i creix entre les províncies sud-africanes del Cap Oriental i Cap Occidental.

## Taxonomia
Faucaria bosscheana va ser descrit per (A. Berger) Schwantes i publicat en Zeitschrift für Sukkulentenkunde. Berlín 2: 177. 1926.
Etimologia
Faucaria: nom genèric que deriva de la paraula fauces = 'boca', en al·lusió a l'aspecte de boca que tenen les fulles de la planta.
bosscheana: epítet.
Sinonímia
- Mesembryanthemum bosscheanum A. Berger (1908) basiònim
- Faucaria albidens N. E. Br. (1927)
- Faucaria haagei Tischer
- Faucaria paucidens N. E. Br. (1931)
- Faucaria peersii L. Bolus (1937)
- Faucaria kendrewensis L. Bolus (1934)[5]